# Saldurkopf
Der Saldurkopf (zur Unterscheidung von einem westseitigen Vorgipfel auch Oberer Saldurkopf genannt) ist ein 3429 m hoher Gipfel in den südlichen Ötztaler Alpen in Südtirol.

## Lage und Umgebung
Der Saldurkopf erhebt sich im Saldurkamm zwischen dem Matscher Tal im Westen und dem Schnalstal im Osten. Die nächstgelegenen Gipfel sind im Norden die durch mehrere kleine Kammerhebungen und eine 3358 m hohe Scharte getrennte Saldurspitze (3433 m) sowie im Süden hinter einem etwa 3300 m hohen Joch die Ramudlaspitze (3366 m). Der Saldurkopf ist auf drei Seiten von Gletscherflächen umgeben. Im Osten erstreckt sich der Lagaunferner, im Nordwesten der Saldurferner und im Südwesten der Ramudelferner.

## Alpinismus
Der Saldurkopf ist hinter den jeweils nur etwa 800 m entfernten Gipfeln der Lagaunspitze (3438 m) und der Saldurspitze (3433 m) nur der dritthöchste Punkt der näheren Umgebung und wird dementsprechend selten besucht. Der Alpenvereinsführer bezeichnet eine Ersteigung als „nur in Verbindung mit den Zentralgipfeln lohnend“.